# Sonate K. 419
La sonate K. 419 (F.365/L.279) en fa majeur est une œuvre pour clavier du compositeur italien Domenico Scarlatti.

## Présentation
La sonate K. 419, en fa majeur, notée Più tosto presto che allegro, forme une paire avec la sonate précédente. Dès l'ouverture, Scarlatti désarticule souvent ses rythmes par des liaisons et des contretemps répartis entre chaque main,, mais le thème est plein d'entrain et de soleil, avec un contour généralement descendant ; la seconde section de la sonate développe le matériel thématique présenté dans la première, avec un peu plus de sérieux.

## Manuscrits
Le manuscrit principal est le numéro 2 du volume X (Ms. 9781) de Venise (1755), copié pour Maria Barbara ; les autres sont Parme XI 28 (Ms. A. G. 31416), Münster III 56 (Sant Hs 3966) et Vienne G 24 (VII 28011 F).

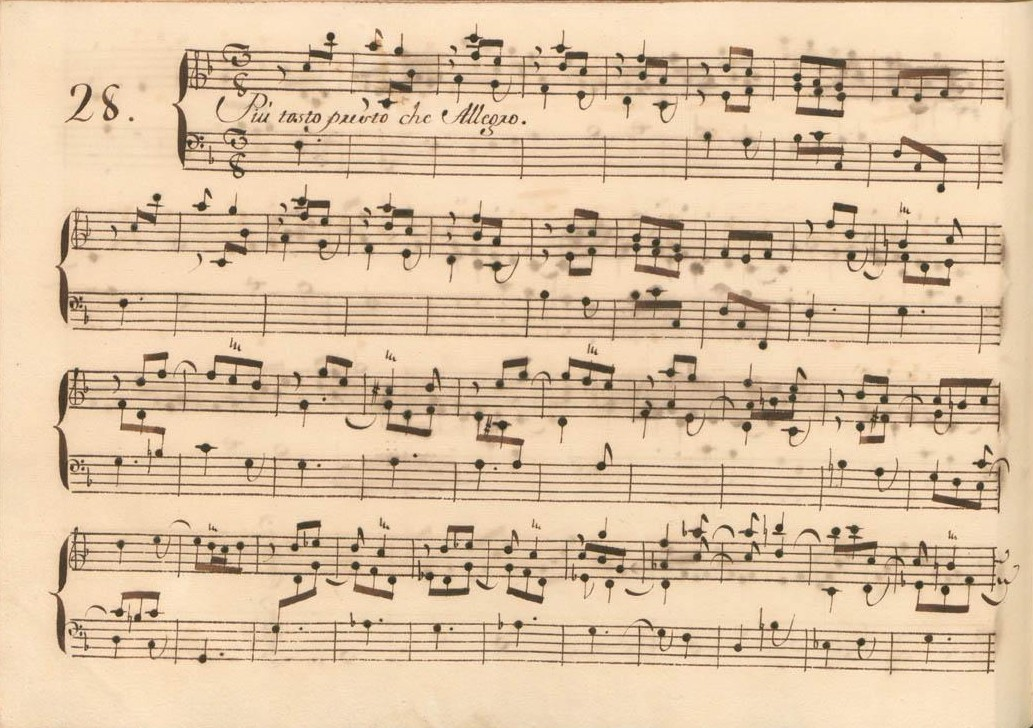
Parme XI 28.
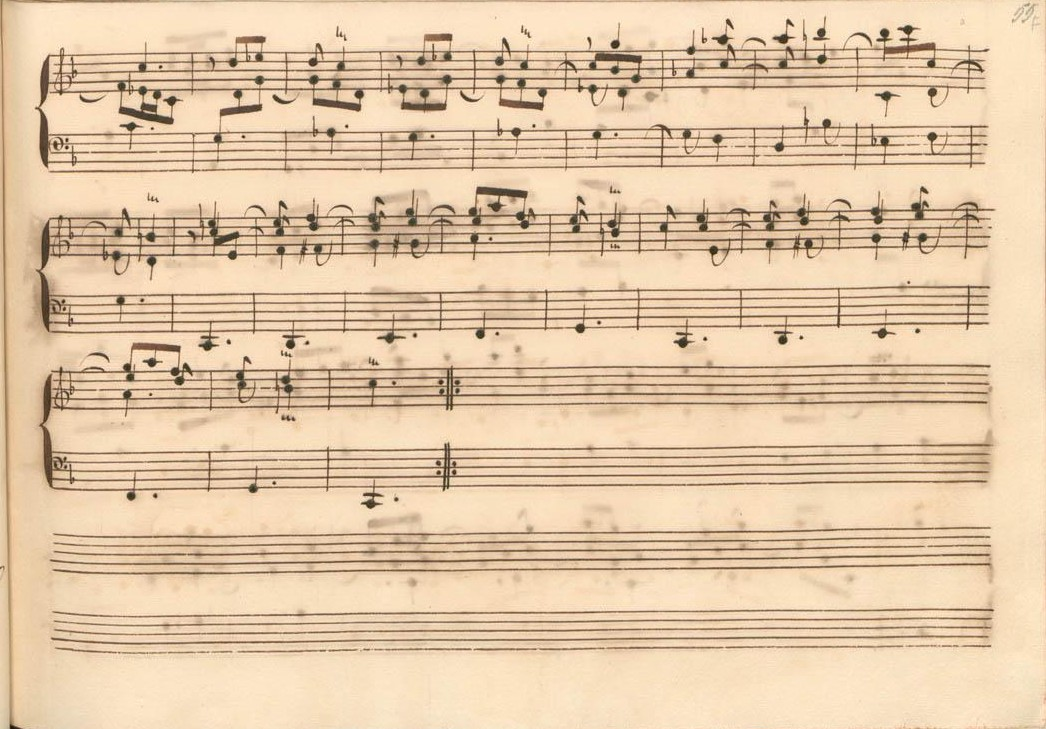
Parme XI 28 (fin de la première section).
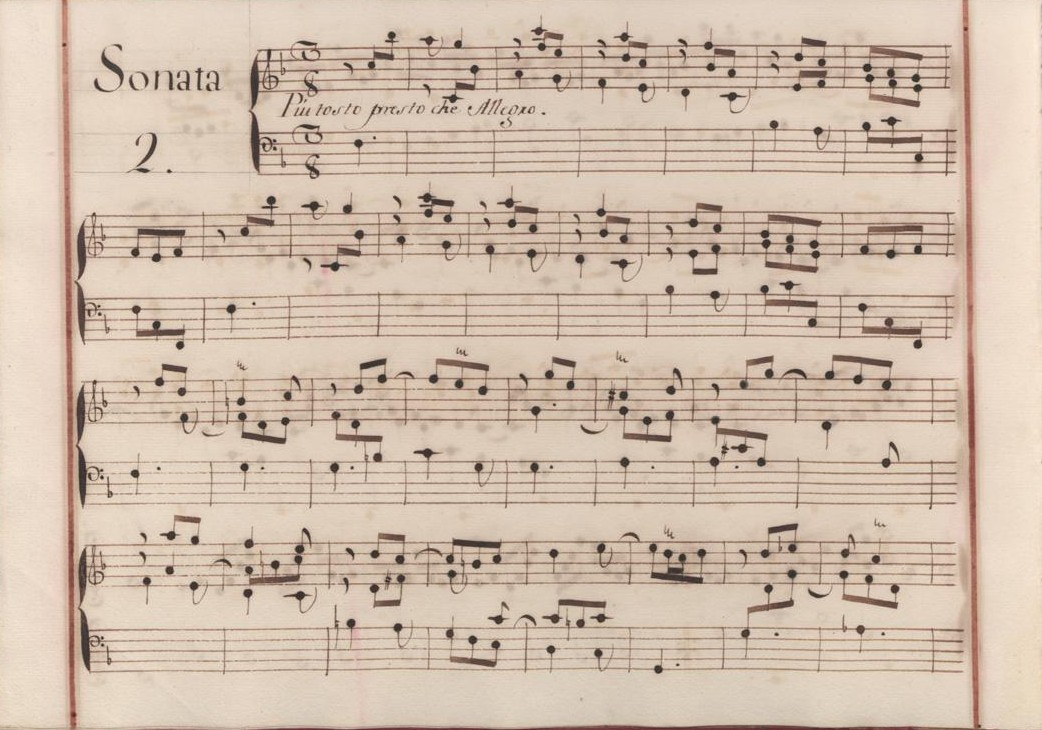
Venise X 2.
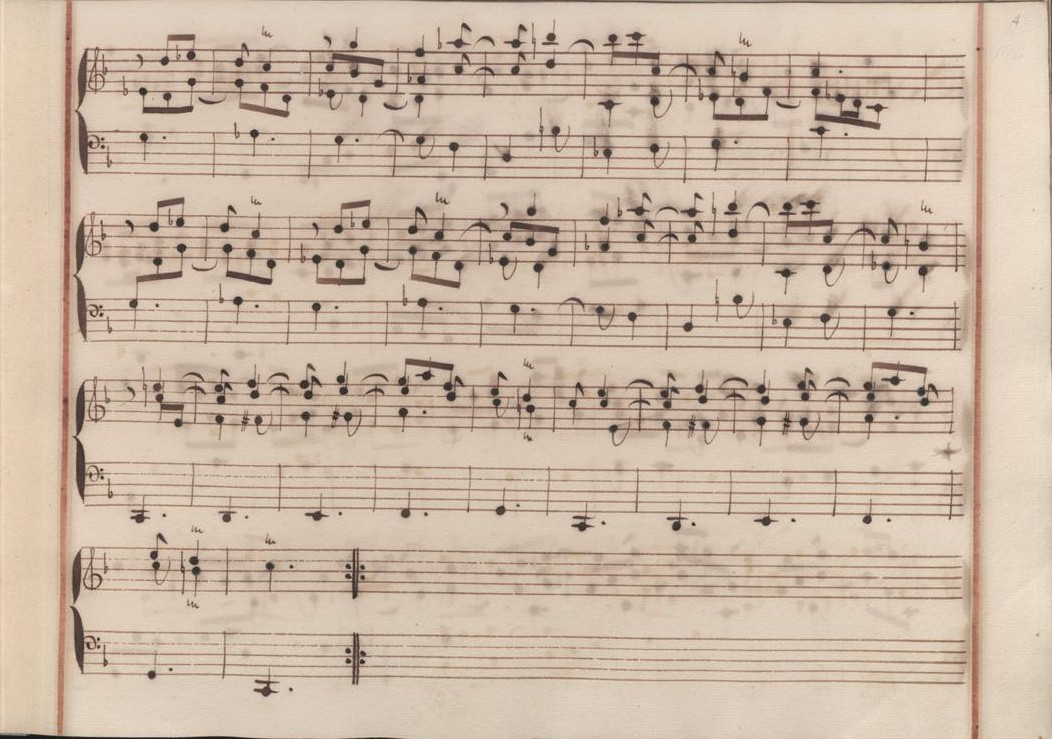
Venise X 2 (fin de la première section).
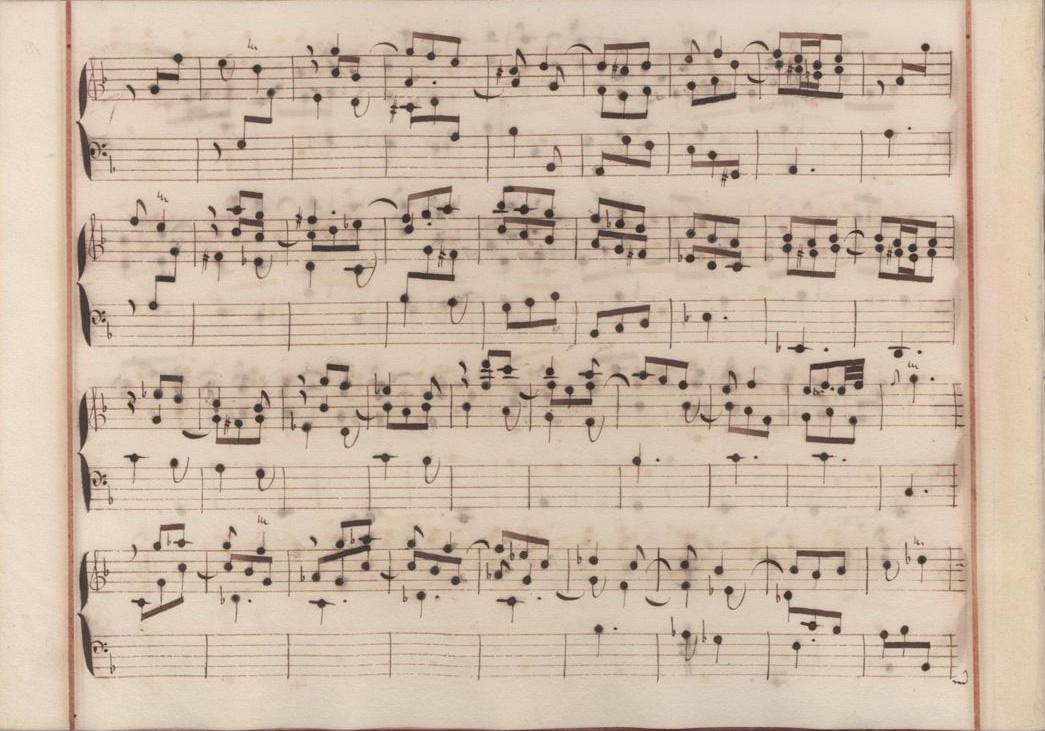
Venise X 2 (début de la seconde section).
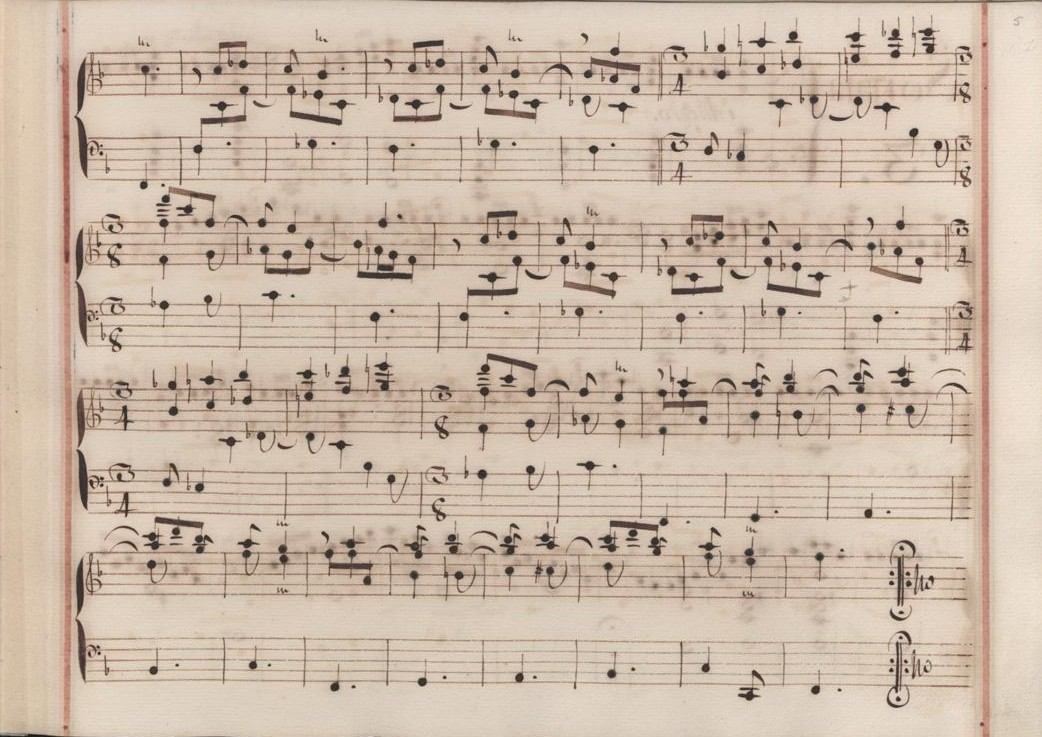
Venise X 2 (fin de la sonate).

## Interprètes
La sonate K. 419 est défendue au piano, notamment par Ievgueni Zarafiants (1999, Naxos, vol. 6), Carlo Grante (2013, Music & Arts, vol. 4) ; au clavecin par Huguette Dreyfus (1978, Denon), Scott Ross (1985, Erato), Richard Lester (2003, Nimbus, vol. 4) et Pieter-Jan Belder (Brilliant Classics, vol. 9).

## Sources
: document utilisé comme source pour la rédaction de cet article.
- Ralph Kirkpatrick (trad. de l'anglais par Dennis Collins), Domenico Scarlatti, Paris, Lattès, coll. « Musique et Musiciens », 1982 (1re éd. 1953 (en)), 493 p. (ISBN 978-2-7096-0118-4, OCLC 954954205, BNF 34689181).
- Alain de Chambure, « Domenico Scarlatti, Intégrale des sonates — Scott Ross », Erato/Éditions Costallat (2564-62092-2 (livret : 2292-45309-2)), 1985 (OCLC 891183737) .
- (en) Carlo Grante, « Domenico Scarlatti, intégrale des sonates pour clavier (vol. 4) », Music & Arts (CD-1293), 2016 (OCLC 1020680576) .